# Murad Mustafajewitsch Umachanow
Murad Mustafajewitsch Umachanow (russisch Мурад Мустафаевич Умаханов; * 3. Januar 1977 in Chassawjurt, Dagestan) ist ein russischer Ringer dagestanischer Abstammung. Er wurde 2000 Olympiasieger im freien Stil in der Gewichtsklasse bis 63 kg Körpergewicht.

## Werdegang
Murad Umachanow stammt wie viele der besten russischen Ringer aus der Kaukasusregion und aus einer Ringerfamilie. Sein um sechs Jahre älterer Bruder Baugudin Umachanow war zweimal Europameister im freien Stil. Murad begann 1986 beim Sportclub Dinamo Chassavyurt mit dem Ringen. Trainiert wurde er hauptsächlich von Magomed Guseinow.
Er war schon im Juniorenalter sehr erfolgreich und qualifizierte sich 1992 für die Teilnahme an der Junioren-Weltmeisterschaft in der Altersgruppe Cadets in Istanbul. Er belegte dort in der Gewichtsklasse bis 40 kg Körpergewicht den 3. Platz. Ein Jahr später wurde er in Duisburg Juniorenweltmeister in der gleichen Altersgruppe in der Gewichtsklasse bis 43 kg Körpergewicht. 1994 startete er bei der Junioren-Weltmeisterschaft der Altersgruppe Juniors und kam in der Gewichtsklasse bis 50 kg auf den 3. Platz. Seinen letzten Start bei einer internationalen Meisterschaft im Juniorenbereich absolvierte er 1995 bei der Junioren-Europameisterschaft in Witten. Er gewann dort den Titel in der Gewichtsklasse bis 54 kg Körpergewicht.
Das Jahr 1996 brauchte Murad Umachanow, um sich bei den Senioren einzugewöhnen. 1997 wurde er dann erstmals russischer Meister in der Gewichtsklasse bis 58 kg. Er wurde daraufhin bei der Europameisterschaft in Warschau in der gleichen Gewichtsklasse eingesetzt, erreichte dort den 3. Platz und gewann damit seine erste internationale Medaille im Seniorenbereich. Auf dem Weg zu diesem Erfolg besiegte er dabei so starke Ringer wie Šaban Trstena aus Mazedonien und Harun Doğan aus der Türkei. Eine Niederlage gegen Dawit Pogosjan aus Georgien verbaute ihm allerdings eine noch bessere Platzierung. Er war dann auch bei der Weltmeisterschaft 1997 in Krasnojarsk am Start, verfehlte dort aber mit einem 4. Platz knapp die Medaillenränge. Nach zwei gewonnenen Kämpfen verlor er dort gegen Guivi Sissaouri aus Kanada und kämpfte sich danach mit Siegen über Arif Abdullajew aus Aserbaidschan, Michail Tschernow, Ukraine und Jung Jin-hyuk, Südkorea in den Kampf um eine Bronzemedaille, in dem er dem damaligen eigenartigen Reglement geschuldet noch einmal auf Guivi Sissaouri traf und noch einmal verlor.
Bei der Europameisterschaft 1998 in Bratislava besiegte Murad Umachanow in der Gewichtsklasse bis 58 kg Goran Trajkow, Makedonien, Arif Abdullajew und Othmar Kuhner aus Deutschland, unterlag aber im Finale gegen Dawit Pogosjan. Er belegte damit den 2. Platz. Bei der Weltmeisterschaft 1998 in Teheran verlor er u. a. gegen Harun Dogan und gegen Dawit Pogosjan, kämpfte sich aber in der Platzierungsrunde mit vier Siegen noch bis auf den 5. Platz vor. Im Kampf um den 5. Platz besiegte er dabei dieses Mal Guivi Sissaouri.
1999 wurde Murad Umachanow zum zweiten Mal russischer Meister in der Gewichtsklasse bis 63 kg, in die er aufgestiegen war. Er verwies dabei Miron Dschadschajew und Schamil Umachanow auf die nächsten Plätze. Bei der Europameisterschaft 1999 gewann er in Minsk eine Bronzemedaille. Er besiegte dabei erstmals Dawit Pogosjan, unterlag aber gegen Elbrus Tedejew, einen für die Ukraine startenden Kaukasier. Bei der Weltmeisterschaft dieses Jahres war er nicht am Start.
Im Februar 2000 erkämpfte sich Murad Umachanow in Leipzig mit einem Sieg in einem Olympia-Qualifikationsturnier in der Gewichtsklasse bis 63 kg einen Startplatz bei den Olympischen Spielen in Sydney. Er wurde in diesem Jahr auch wieder russischer Meister in dieser Gewichtsklasse vor Selimchan Achmadow und Soslan Tomajew. Bei der Europameisterschaft des Jahres 2000, die im April in Budapest stattfand, gewann er dann seinen ersten internationalen Meistertitel bei den Senioren. Auf dem Weg zu diesem Europameistertitel besiegte er mit Dawit Pogosjan, Serafim Barzakow aus Bulgarien und Sergej Smal aus Weißrussland drei Hochkaräter. Den größten Erfolg in seiner Laufbahn feierte er dann im September 2000 bei den Olympischen Spielen in Sydney, denn er wurde dort in der Gewichtsklasse bis 63 kg mit Siegen über Elbrus Tedejew, den er gleich im ersten Kampf des Turniers schlug, Jo Jong-Son, Nordkorea, Jang Jae-sung, Südkorea und Serafim Barzakow Olympiasieger.
Danach hängte Murad Umachanow, obwohl er erst 23 Jahre alt war, die Ringerstiefel an den Nagel.
2004 unternahm er aber ein Comeback und wurde zum vierten Mal russischer Meister in der Gewichtsklasse bis 60 kg vor Murad Ramasanow und Alan Dudajew. Er wurde daraufhin auch wieder bei den Olympischen Spielen dieses Jahres in Athen in dieser Gewichtsklasse eingesetzt und besiegte in seinem ersten Kampf Tevfik Odabasi aus der Türkei. In seinem zweiten Kampf unterlag er seinem alten Rivalen Guivi Sissaouri, womit er ausschied und nur auf den 10. Platz kam.
Danach beendete er seine Ringerkarriere endgültig.

## Internationale Erfolge
| Jahr | Platz | Wettbewerb                                      | Gewichtsklasse | Ergebnisse |
| ---- | ----- | ----------------------------------------------- | -------------- | --- |
| 1992 | 3.    | Junioren-WM (Cadets) in Istanbul                | bis 40 kg      | hinter Gheorghe Curduneanu, Rumänien und Petr Kostadinow, Bulgarien |
| 1993 | 1.    | Junioren-WM (Cadets) in Duisburg                | bis 43 kg      | vor Milan Lences, Slowakei und Otar Tuschischwili, Georgien |
| 1994 | 3.    | Junioren-WM (Juniors) in Budapest               | bis 50 kg      | hinter Alireza Dabir, Iran und Adchan Achulow, Usbekistan |
| 1995 | 1.    | Junioren-EM (Juniors) in Witten                 | bis 54 kg      | vor Rahim Namazow, Aserbaidschan und Octavian Cuciuc, Moldawien |
| 1997 | 2.    | Welt-Cup in Stillwater/Vereinigte Staaten       | bis 58 kg      | hinter Kendall Cross, USA, vor Guivi Sissaouri, Kanada |
| 1997 | 3.    | EM in Warschau                                  | bis 58 kg      | nach einer Niederlage gegen Dawit Pogosjan, Georgien und Siegen über Šaban Trstena, Makedonien, Harun Dogan, Türkei, Arif Abdullajew, Aserbaidschan, Musa Saibulbatatow, Ukraine, Sewdalin Todorow, Bulgarien und Karo Simonjan, Armenien     |
| 1997 | 4.    | WM in Krasnojarsk                               | bis 58 kg      | nach Siegen über Tadeusz Kowalski, Polen und Karo Simonjan, einer Niederlage gegen Guivi Sissaouri und Siegen über Arif Abdullajew, Michail Tschernow, Ukraine, Jung Jin-hyuk, Südkorea und einer weiteren Niederlage gegen Guivi Sissaouri   |
| 1998 | 2.    | EM in Bratislava                                | bis 58 kg      | nach Siegen über Goran Trajkow, Makedonien, Arif Abdullajrw und Othmar Kuhner, Deutschland und einer Niederlage gegen Dawit Pogosjan |
| 1998 | 2.    | „Dan-Kolow“ & „Mikola-Petrow“-Memorial in Sofia | bis 58 kg      | hinter Oyungulag Purevbataar, Mongolei, vor Sewdalin Todorow |
| 1998 | 5.    | WM in Teheran                                   | bis 58 kg      | nach einer Niederlage gegen Harun Dogan, einem Sieg über Rakesh Kumar, Indien, einer Niederlage gegen Dawit Pogosjan und Siegen über Wjatscheslaw Sianjuk, Weißrussland, Oyunbulag Purevbataar, Ramil Islamow, Usbekistan und Guivi Sissaouri |
| 1999 | 3.    | EM in Minsk                                     | bis 63 kg      | nach Siegen über John Melling, Großbritannien, Lucjan Gralak, Polen und Dawit Pogosjan, einer Niederlage gegen Elbrus Tedejew, Ukraine und einem Sieb über Serban-Florin Mumijew, Rumänien                                                    |
| 2000 | 1.    | Olympia-Qualif.-Turnier in Leipzig              | bis 63 kg      | vor Ruslan Bodisteanu, Moldawien, Stefan Fernyak, Slowakei und Serban-Florin Mumijew |
| 2000 | 1.    | EM in Budapest                                  | bis 63 kg      | nach Siegen über Karim Makhlouf, Frankreich, Andras Beloj, Estland, Dawit Pogosjan, Serafim Barzakow, Bulgarien und Sergej Smal, Weißrussland                                                                                                 |
| 2000 | Gold  | OS in Sydney                                    | bis 63 kg      | nach Siegen über Elbrus Tedejew, Jo Jong-Son, Nordkorea, Jang Jae-sung, Südkorea und Serafim Barzakow |
| 2004 | 10.   | OS in Athen                                     | bis 60 kg      | nach einem Sieg über Tevfik Odabasi, Türkei und einer Niederlage gegen Guivi Sissaouri |

## Russische Meisterschaften
| Jahr | Platz | Gewichtsklasse | Ergebnisse                                    |
| ---- | ----- | -------------- | --------------------------------------------- |
| 1997 | 1.    | bis 58 kg      | vor Ajan-ool Sardaa und Schamil Umachanow     |
| 1999 | 1.    | bis 63 kg      | vor Miron Dschadschajew und Schamil Umachanow |
| 2000 | 1.    | bis 63 kg      | vor Selimchan Achmadow und Soslan Tomajew     |
| 2004 | 1.    | bis 60 kg      | vor Murad Ramasanow und Alan Dudajew          |

Erläuterungen
- alle Wettkämpfe im freien Stil
- OS = Olympische Spiele, WM = Weltmeisterschaft, EM = Europameisterschaft